# جويل فورستر
جويل فورستر (بالإنجليزية: Joel Forrester)‏ هو عازف جاز وعازف بيانو وملحن أمريكي، ولد في 23 مايو 1946.

## وصلات خارجية
- جويل فورستر على موقع ميوزك برينز (الإنجليزية)
- جويل فورستر على موقع ديسكوغز (الإنجليزية)